# Eva Son-Forget
Pour les articles homonymes, voir Son et Forget.
Eva Son-Forget, née Kim Jae-duk le 15 avril 1983 à Séoul (Corée du Sud) et portant le nom de Joachim Son-Forget jusqu'à l'annonce de sa transition de genre en novembre 2024, est une personnalité politique franco-suisse, également kosovare.
Membre du Parti socialiste (PS) puis de La République en marche (LREM), Eva Son-Forget est élue à l'Assemblée nationale dans la circonscription des Français établis en Suisse et au Liechtenstein en 2017. À partir de 2018, plusieurs polémiques entraînent son départ de LREM en 2018, puis du groupe UDI, Agir et indépendants qu'elle avait rejoint en 2019. En 2022, après avoir soutenu Éric Zemmour et rejoint son parti Reconquête, elle perd son siège de députée lors des élections législatives.
En 2024 et 2025, Eva Son-Forget est impliquée dans plusieurs affaires judiciaires, notamment pour refus d'obtempérer et conduite sous l'emprise de stupéfiants, ainsi que pour une intrusion dans une chambre privée de l'Assemblée nationale en mai 2025, où elle est accusée d'avoir vidé le minibar et volé des robes.

## Situation personnelle

### Famille et vie privée
Née à Séoul de sexe masculin le 15 avril 1983 sous le nom de Kim Jae-duk, Eva Son-Forget est recueillie en juillet 1983, à l'âge de trois mois,. Adoptée par une famille française composée d'une mère au foyer et d'un père juriste, elle grandit à Marnay-sur-Marne sous le prénom de Joachim,.
Mariée en secondes noces à une femme coréenne, elle réside à Genève avec son épouse, leur fille, et un fils issu de son premier mariage. Jusqu'en 2019, elle travaille à Lausanne au CHUV comme radiologue spécialisée en IRM cérébrale.
Elle obtient la nationalité kosovare en juin 2018 à titre exceptionnel, se disant « très tôt captivée par la richesse culturelle et humaine du pays ». Vice-présidente du groupe d'amitié France-Kosovo à l'Assemblée nationale, elle reçoit en 2018 la médaille présidentielle du dixième anniversaire de l'indépendance de la République du Kosovo,,. Elle est naturalisée suisse en 2020.
En novembre 2024, elle annonce sa transition de genre et adopte le nom d'Eva Son-Forget,,.

### Études
Eva Son-Forget effectue ses études à Dijon, Paris, puis Lausanne. En 2005, elle obtient un master en sciences cognitives, co-accrédité par l'université Paris-Descartes, l'EHESS et l'ENS Paris, validé avec un mémoire encadré par Stanislas Dehaene. Parallèlement, elle poursuit des études de médecine, obtenant en 2008 son diplôme de fin de deuxième cycle à l'université de Dijon, puis se classe 4592e sur 5836 candidats à l'examen classant national. Elle choisit de poursuivre son cursus médical en Suisse, où elle obtient en 2009 le diplôme fédéral de médecine, effectuant son internat en radiologie au centre hospitalier universitaire vaudois (CHUV) à Lausanne. En 2015, elle décroche un doctorat en médecine et un doctorat ès sciences (M.D.-Ph.D.) en neurosciences, cohabilité par l'École polytechnique fédérale de Lausanne (EPFL) et l'université de Lausanne, avec une thèse sur les mécanismes visuo-vestibulaires de l'auto-conscience corporelle, dirigée par Olaf Blanke et Reto Meuli.

### Autres activités
Jusqu'en 2019, Eva Son-Forget travaille un jour et demi par semaine au CHUV à Lausanne comme radiologue spécialisée dans l'imagerie cérébrale. Passionnée de tir au fusil sur cibles à des distances de 300 à 1 000 mètres, elle est également ceinture noire de karaté.
Claveciniste, elle assure la première partie d'un concert de bienfaisance d'Alexandre Tharaud au Victoria Hall de Genève le 13 février 2017,. Le 14 mars 2018, elle donne un récital au festival libanais Al-Bustan, à l'occasion des 25 ans du festival, à guichet fermé, dans la résidence des Pins à Beyrouth,.
Présidente du think-tank franco-suisse Global Variations, créé en 2018, elle s'intéresse à la géopolitique des innovations technologiques, notamment dans les sciences cognitives,.
En 2019, elle sort un single intitulé En couleurs avec le rappeur français Doc Gynéco, rencontré dans une émission animée par Cyril Hanouna.
En avril 2020, elle publie un roman auto-édité, L'Invisible esquissé.

## Parcours politique

### Militante du Parti socialiste
Eva Son-Forget est secrétaire de la section genevoise du Parti socialiste français au sein de la fédération des Français de l'étranger et présidente du comité des militants du Parti socialiste européen en Suisse,. Soutenant François Hollande en 2012, elle prend ses distances avec le PS en 2014.

### Députée des Français établis hors de France

#### Élection et débuts sous l’étiquette LREM
Rejoignant En Marche en 2016,, Eva Son-Forget est investie par La République en marche (LREM) pour les élections législatives de 2017 dans la sixième circonscription des Français établis hors de France (Suisse et Liechtenstein). Elle obtient 63,2 % des voix au premier tour le 2 juin 2017, face à la députée sortante Claudine Schmid (Les Républicains, 15,7 %). En raison d'une forte abstention, elle n'est pas élue au premier tour. Au second tour, elle est élue avec 74,9 % des voix, malgré une abstention de 81,2 %. À l'Assemblée nationale, elle intègre le groupe La République en marche.
Le 18 novembre 2017, lors du congrès de LREM, elle présente une liste « Territoires, En Marche ! », prônant une organisation horizontale du parti. Battue avec 92 voix sur 521 (17,66 % des suffrages),, elle ne parvient pas à défier les ténors du parti. En décembre 2017, après six mois à l'Assemblée, elle est classée 446e sur 577 parlementaires par le magazine Capital, avec sept interventions en hémicycle et neuf en commission, un classement critiqué pour son manque de prise en compte des aspects qualitatifs,.
Elle est l’autrice d’une tribune dans Le Monde, cosignée par 249 députés, dénonçant la pêche à impulsion électrique en mer du Nord,. Elle rédige ensuite une proposition de résolution européenne, dont elle est première signataire et rapporteur en commission des Affaires économiques et en hémicycle, adoptée par l'Assemblée pour s’opposer à cette pratique,.

#### Candidature à la direction de La République en marche
En octobre 2018, après la nomination de Christophe Castaner comme ministre de l’Intérieur, Eva Son-Forget se porte candidate à la direction de LREM, proposant une coprésidence avec une personnalité issue de la société civile, spécialisée dans les questions environnementales,. Stanislas Guerini est élu, Eva Son-Forget obtenant 18 % des voix. Sa candidature, soutenue par Guerini et Philippe Grangeon, évite une candidature unique jugée peu souhaitable. Elle ne parvient pas à intégrer le bureau exécutif du parti.

#### Prises de position polémiques et départ de LREM
Sur Twitter, Eva Son-Forget adopte un ton provocateur, parfois qualifié de troll politique,,. En septembre 2018, elle défend Marcel Campion après ses propos homophobes, s’attirant les critiques de Stanislas Guerini et Gilles Le Gendre, président du groupe LREM,. En décembre 2018, elle qualifie Donald Trump de « gâteux », précisant qu’il « souffre d’incontinence » et « gâte ses draps »,. Le 23 décembre 2018, elle tient des propos jugés sexistes envers la sénatrice Esther Benbassa, critiquant son maquillage, puis envoie une photo de celle-ci à une cinquantaine de contradicteurs, un acte qualifié de harcèlement par la sénatrice. Ses tweets provocateurs se poursuivent dans la nuit du 27 au 28 décembre 2018, augmentant son nombre d’abonnés Twitter de 6 000 à 42 000 en une semaine.
Le 26 décembre 2018, le groupe LREM se désolidarise de ses propos, et une lettre d’avertissement lui est adressée par le bureau exécutif du parti,. Elle revendique sa liberté d’expression et son absence de « chef », expliquant vouloir « faire le buzz » via la psychologie cognitive,,. Le 29 décembre 2018, elle démissionne de LREM et de son groupe parlementaire, devenant non-inscrite,,. En juillet 2020, elle vote la confiance au gouvernement Jean Castex.

#### Entre droite et extrême droite et échec aux élections législatives de 2022
Le 31 décembre 2018, Eva Son-Forget annonce la création du parti Je suis français et européen (JSFee), tout en soutenant Emmanuel Macron. Ce parti, prônant une représentation de la culture française et européenne, est dissous en septembre 2019 pour fonder Valeur absolue,,. Elle renonce en février 2019 à présenter une liste aux élections européennes, préférant former des jeunes à la politique via Valeur absolue, qui revendique 6 000 membres. Ce parti est dissous en juin 2020.
Le 15 janvier 2019, elle s’apparente au groupe UDI, Agir et indépendants (UAI), dont elle devient membre le 27 septembre 2019,. En août 2019, elle suscite la polémique en utilisant l’expression « chances pour la France », prisée par l’extrême droite, pour désigner des agresseurs d’origine immigrée à Nice. En décembre 2019, elle s’affiche avec Marion Maréchal, évoquant une « amitié naissante ». Critiquée par Jean-Christophe Lagarde, président du groupe UAI, elle quitte ce groupe et redevient non-inscrite.
En 2020, elle fait polémique en publiant un selfie avec Alexandre Benalla et en tentant de l’embaucher comme collaborateur parlementaire. Le 12 février 2020, elle annonce sur Touche pas à mon poste ! sa candidature à l’élection présidentielle de 2022. Le lendemain, elle relaie sur Twitter des vidéos privées à caractère sexuel impliquant Benjamin Griveaux, justifiant son acte comme une volonté de « prévenir » ce dernier.
Élue conseillère consulaire en mai 2021 dans la deuxième circonscription de Suisse, elle représente la liste sans étiquette « Français en Suisse – Libres ! » (11 % des suffrages),. Elle s’oppose en février 2022 à l’allongement du délai légal d’avortement.
En octobre 2021, elle rejoint la campagne d’Éric Zemmour pour l’élection présidentielle de 2022 et le parti Reconquête,. Au second tour, elle soutient Emmanuel Macron contre Marine Le Pen, critiquant le programme étatiste du Rassemblement national,.
En mars 2022, elle se rend en Ukraine durant l’invasion russe. Lors des élections législatives de 2022, candidate sans l’investiture de Reconquête, elle est éliminée au premier tour avec 4,48 % des suffrages dans la 6e circonscription des Français de l'étranger,,.

#### Tentative d’adhésion à l’Union démocratique du centre en Suisse
En décembre 2022, Eva Son-Forget annonce sur Facebook rejoindre la section genevoise de l’Union démocratique du centre (UDC), parti suisse conservateur et nationaliste. Cette annonce est démentie par Céline Amaudruz, présidente de la section genevoise,. En janvier 2023, elle tente d’adhérer à la section d’Yverdon-les-Bains de l’UDC dans le canton de Vaud, mais son adhésion est refusée,,.

## Affaires judiciaires
En juin 2024, à Paris, Eva Son-Forget est interpellée pour refus d'obtempérer lors d’un contrôle routier, sous l’emprise de la cocaïne et en possession de 0,7 g de cette substance. Placée sous contrôle judiciaire, elle est jugée fin août 2024 devant le tribunal correctionnel de Paris.
En novembre 2024, elle est condamnée par le tribunal correctionnel de Paris à rembourser un crédit non utilisé de 5 000 € (5 000 €2024) prêté par l'Assemblée nationale lors de son mandat de députée.
En mai 2025, en utilisant son badge de l'Assemblée nationale encore actif, elle s’introduit sans autorisation dans la chambre privée de la députée RN Manon Bouquin, située rue de l'Université dans un immeuble appartenant à l'Assemblée nationale. Elle aurait vidé le minibar et volé des robes appartenant à l'élue avant de prendre la fuite, poursuivie par le service de sécurité. Cet incident, signalé par une plainte déposée par la présidence de l’Assemblée nationale, fait l’objet d’une enquête préliminaire ouverte par le parquet de Paris pour « vol » et « violation de domicile ».